# Chloroclystis furva
Chloroclystis furva är en fjärilsart som beskrevs av Alfred Philpott 1917. Chloroclystis furva ingår i släktet Chloroclystis och familjen mätare. Inga underarter finns listade i Catalogue of Life.